# Lyneham (Wiltshire)
Pour les articles homonymes, voir Lyneham.
Lyneham est un village situé à environ 5 km au sud-ouest de Wootton Bassett dans le Wiltshire et à environ 14 km au sud-ouest de Swindon. Le village est situé sur la A3102 road entre Calne et Wootton Bassett.

## Commodités
Lyneham dispose d'une école primaire, et d'une petite aire commerciale avec un Tesco Express et un minimarket du The Co-operative Group.

## Militaire
RAF Lyneham, une importante base aérienne de la Royal Air Force abritant des avions de transport se situent sur cette commune.